# Saint-Aubin-du-Plain
Pour les articles homonymes, voir Saint-Aubin.
Saint-Aubin-du-Plain est une commune du centre-ouest de la France située dans le département des Deux-Sèvres en région Nouvelle-Aquitaine. Ses habitants sont appelés les Saint-Aubinais et Saint-Aubinaises.

## Géographie
La commune, située à 7 km d'Argenton-Château et à 10 km de Bressuire dans le nord des Deux-Sèvres compte environ 500 habitants (les Saint-Aubinais) sur une surface de 1 406 ha.

### Climat
Pour des articles plus généraux, voir Climat de la Nouvelle-Aquitaine et Climat des Deux-Sèvres.
Historiquement, la commune est exposée à un climat océanique du nord-ouest.  
En 2020, Météo-France publie une typologie des climats de la France métropolitaine dans laquelle la commune est exposée à un climat océanique et est dans la région climatique  Moyenne vallée de la Loire, caractérisée par une bonne insolation (1 850 h/an) et un été peu pluvieux.
Pour la période 1971-2000, la température annuelle moyenne est de 11,4 °C, avec une amplitude thermique annuelle de 14,5 °C. Le cumul annuel moyen de précipitations est de 800 mm, avec 12,1 jours de précipitations en janvier et 6,5 jours en juillet. Pour la période 1991-2020, la température moyenne annuelle observée sur la station météorologique la plus proche, située sur la commune de Bressuire à 9 km à vol d'oiseau, est de 12,0 °C et le cumul annuel moyen de précipitations est de 852,2 mm,. Pour l'avenir, les paramètres climatiques de la commune estimés pour 2050 selon différents scénarios d’émission de gaz à effet de serre sont consultables sur un site dédié publié par Météo-France en novembre 2022.

## Urbanisme

### Typologie
Au 1er janvier 2024, Saint-Aubin-du-Plain est catégorisée commune rurale à habitat dispersé, selon la nouvelle grille communale de densité à sept niveaux définie par l'Insee en 2022.
Elle est située hors unité urbaine. Par ailleurs la commune fait partie de l'aire d'attraction de Bressuire, dont elle est une commune de la couronne,. Cette aire, qui regroupe 19 communes, est catégorisée dans les aires de moins de 50 000 habitants,.

### Occupation des sols
L'occupation des sols de la commune, telle qu'elle ressort de la base de données européenne d’occupation biophysique des sols Corine Land Cover (CLC), est marquée par l'importance des territoires agricoles (97,2 % en 2018), en diminution par rapport à 1990 (98,1 %). La répartition détaillée en 2018 est la suivante : 
terres arables (46,5 %), prairies (34,1 %), zones agricoles hétérogènes (16,6 %), zones urbanisées (2,8 %). L'évolution de l’occupation des sols de la commune et de ses infrastructures peut être observée sur les différentes représentations cartographiques du territoire : la carte de Cassini (XVIIIe siècle), la carte d'état-major (1820-1866) et les cartes ou photos aériennes de l'IGN pour la période actuelle (1950 à aujourd'hui).

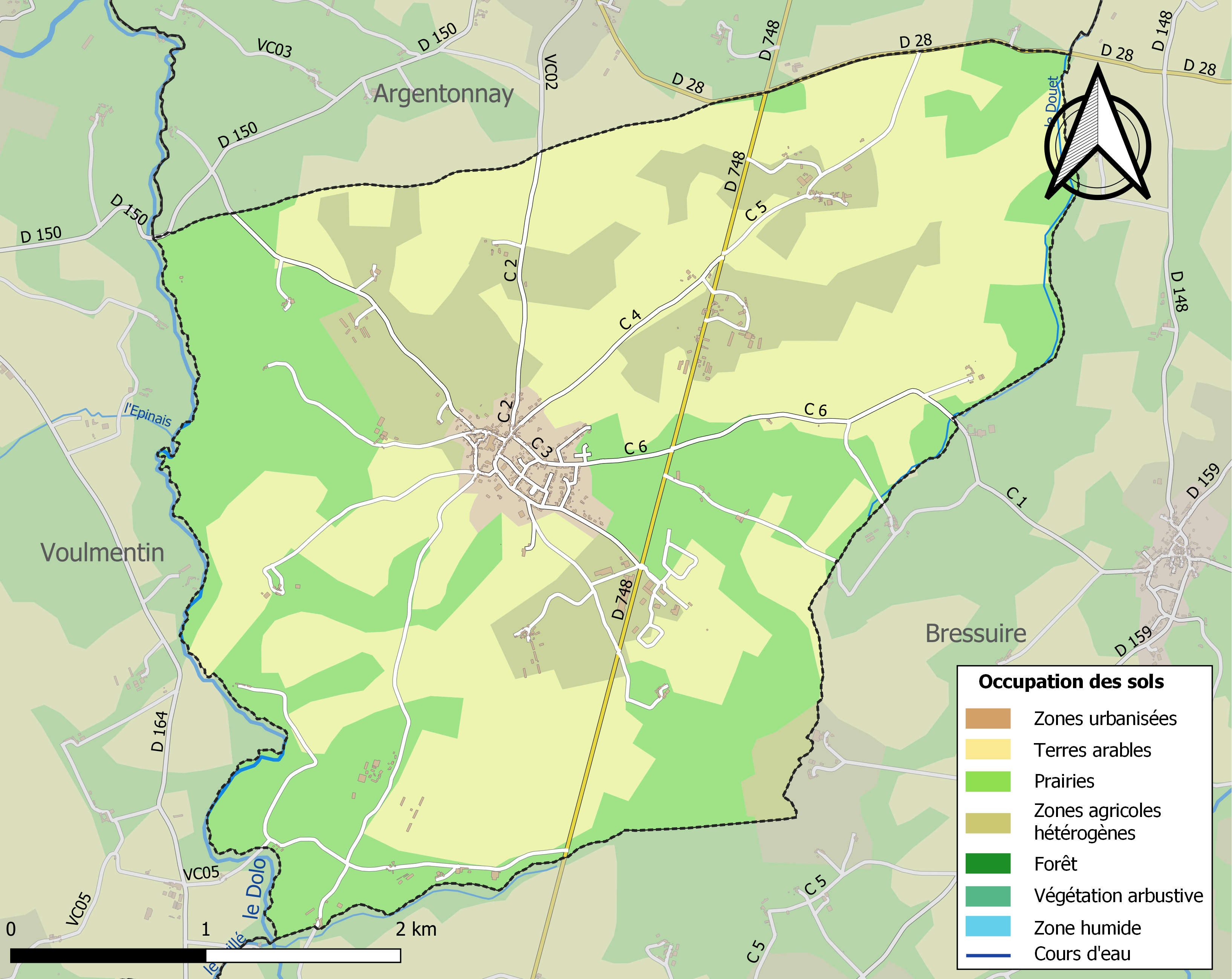
Carte des infrastructures et de l'occupation des sols de la commune en 2018 (CLC).

### Risques majeurs
Le territoire de la commune de Saint-Aubin-du-Plain est vulnérable à différents aléas naturels : météorologiques (tempête, orage, neige, grand froid, canicule ou sécheresse), inondations, mouvements de terrains et séisme (sismicité modérée). Il est également exposé à un risque technologique,  le transport de matières dangereuses, et à un risque particulier : le risque de radon. Un site publié par le BRGM permet d'évaluer simplement et rapidement les risques d'un bien localisé soit par son adresse soit par le numéro de sa parcelle.

#### Risques naturels
Certaines parties du territoire communal sont susceptibles d’être affectées par le risque d’inondation par débordement de cours d'eau, notamment le Dolo. La commune a été reconnue en état de catastrophe naturelle au titre des dommages causés par les inondations et coulées de boue survenues en 1983, 1997, 1999 et 2010,.

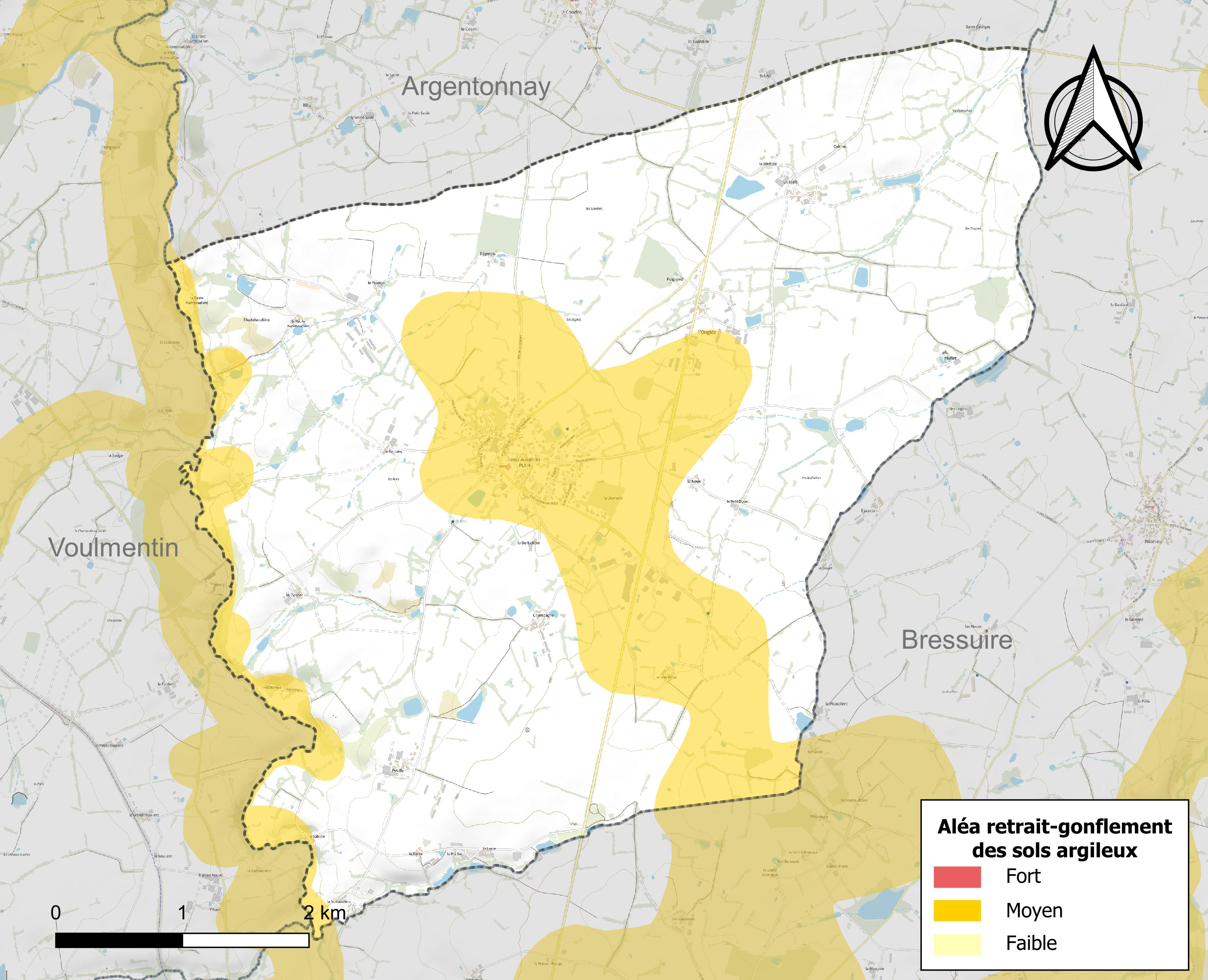
Carte des zones d'aléa retrait-gonflement des sols argileux de Saint-Aubin-du-Plain.

Les mouvements de terrains susceptibles de se produire sur la commune sont des tassements différentiels. Le retrait-gonflement des sols argileux est susceptible d'engendrer des dommages importants aux bâtiments en cas d’alternance de périodes de sécheresse et de pluie. 23,9 % de la superficie communale est en aléa moyen ou fort (54,9 % au niveau départemental et 48,5 % au niveau national). Depuis le 1er octobre 2020, en application de la loi ELAN, différentes contraintes s'imposent aux vendeurs, maîtres d'ouvrages ou constructeurs de biens situés dans une zone classée en aléa moyen ou fort,.
La commune a été reconnue en état de catastrophe naturelle au titre des dommages causés par des mouvements de terrain en 1999 et 2010.

#### Risque particulier
Dans plusieurs parties du territoire national, le radon, accumulé dans certains logements ou autres locaux, peut constituer une source significative d’exposition de la population aux rayonnements ionisants. Selon la classification de 2018, la commune de Saint-Aubin-du-Plain est classée en zone 3, à savoir zone à potentiel radon significatif.

## Histoire
Si Saint-Aubin-du-Plain figure sur un acte d'archives datant de 1278, son nom d'origine ecclésiastique "De plano-campo" (camp plat) vient en effet de sa situation sur le plateau compris entre le Dolo et la Mortève.
Pendant les guerres de Vendée, la commune est victime par deux fois des Colonnes infernales commandées par le général Grignon. Le 21 janvier 1793, celui-ci commence par massacrer la garde nationale de la commune et le maire en écharpe de la commune venus pacifiquement à sa rencontre, au motif qu'un drapeau royaliste est accrocher au sommet de l'église. La troupe se dirige ensuite vers l'édifice religieux où s'est réfugiée la population locale, principalement des femmes, des enfants et des vieillards. Tous sont passés au fil de la baïonnette. Le 14 mars 1794, un autre massacre à lieu dans la plaine de Milayron: les 79 victimes doivent creuser elles-mêmes une fosse commune puis sont fusillées.
Il reste de son passé féodal, le château de Muflet, construit au XIVe siècle et qui subit diverses transformations aux XVIe et XVIIIe siècles. L'église romaine restaurée en 1936 portait encore, à la fin du XIXe siècle des traces de balles tirées en 1794 par les soldats du général Grignon.

## Politique et administration
| Période | Période  | Identité         | Étiquette | Qualité |
| ------- | -------- | ---------------- | --------- | ------- |
| 1884    | 1896     | Henri Bernier    |           |         |
| 1896    | 1925     | Théophile Tatin  |           |         |
| 1925    | 1945     | Joseph Puichault |           |         |
| 1945    | 1971     | Pierre Barrault  |           |         |
| 1971    | 1989     | Pierre Ganne     |           |         |
| 1989    | 2001     | Claude Devaud    |           |         |
| 2001    | 2014     | Bernard Ménard   |           |         |
| 2014    | En cours | Nicole Cotillon  |           |         |

## Population et société

### Démographie
À partir du XXIe siècle, les recensements réels des communes de moins de 10 000 habitants ont lieu tous les cinq ans. Pour Saint-Aubin-du-Plain, cela correspond à 2006, 2011, 2016, etc. Les autres dates de « recensements » (2009, etc.) sont des estimations légales.
| 1793 | 1800 | 1806 | 1821 | 1831 | 1836 | 1841 | 1846 | 1851 |
| ---- | ---- | ---- | ---- | ---- | ---- | ---- | ---- | ---- |
| 264  | 160  | 211  | 352  | 368  | 372  | 339  | 409  | 437  |

| 1856 | 1861 | 1866 | 1872 | 1876 | 1881 | 1886 | 1891 | 1896 |
| ---- | ---- | ---- | ---- | ---- | ---- | ---- | ---- | ---- |
| 453  | 435  | 449  | 467  | 496  | 527  | 540  | 539  | 496  |

| 1901 | 1906 | 1911 | 1921 | 1926 | 1931 | 1936 | 1946 | 1954 |
| ---- | ---- | ---- | ---- | ---- | ---- | ---- | ---- | ---- |
| 505  | 523  | 539  | 509  | 456  | 475  | 451  | 490  | 482  |

| 1962 | 1968 | 1975 | 1982 | 1990 | 1999 | 2006 | 2011 | 2016 |
| ---- | ---- | ---- | ---- | ---- | ---- | ---- | ---- | ---- |
| 490  | 427  | 475  | 521  | 527  | 554  | 505  | 561  | 551  |

| 2021 | 2022 | - | - | - | - | - | - | - |
| ---- | ---- | - | - | - | - | - | - | - |
| 554  | 561  | - | - | - | - | - | - | - |

## Économie
- GTLB : groupement de transports et logistique du Bocage
- SERGE CAILLON TRANSPORTS.

## Lieux et monuments
- Église Saint-Aubin de Saint-Aubin-du-Plain.

### Château de Muflet
Situé à la limite de la commune de Saint-Aubin-du-Plain et de Noirlieu, au milieu de 116 hectares de terres, le château de Muflet est mentionné pour la première fois dans les archives de Saint-Loup en 1378. La construction du donjon (diamètre 10 m et hauteur 25 m), son escalier à vis intérieur et ses nombreuses archères remontent certainement au moins au XIIIe siècle. Le donjon imposant est surmonté d'une guette, encore en bon état, qui permettait de surveiller les quatre points cardinaux. C'est une des très rares encore existante en France. Les nombreuses familles qui ont été successivement propriétaires du château figurent parmi les grands noms de la région (voir les blasons et la liste). Elles ont progressivement rajouté, aux XVe et XVIe siècles le corps de logis principal doté d'un grand escalier à vis extérieur et d'un système de défense équipé de nombreuses canonnières comme celles qui ornent une échauguette et une tour ronde. À proximité du château, on trouve un oratoire du XVe à voûte en berceau surmonté d'une croix portant le blason des Brachechien. Cet oratoire a été successivement dédié à saint Éloi puis, plus récemment, à saint Cloud. Le château se trouve au centre d'une grande enceinte carrée dont il reste les écuries, une tour d'angle tronquée et l'entrée de deux ponts levis à flèche (en dur depuis 1773) qui enjambait les douves et qui était surmonté d'un chemin de ronde. La moitié de ces douves est encore en eau, de nos jours. Le château a été racheté en 1998 par une famille de Parisiens qui ont entrepris une restauration respectueuse de ce monument de notre patrimoine. Outre les aménagements intérieurs indispensables pour le rendre habitable, les propriétaires ont entrepris l'édification d'un jardin médiéval dans l'ancien verger du château. Ce château est ouvert au public sur rendez-vous.